# Jasionóweczka
Jasionóweczka – wieś w Polsce położona w województwie podlaskim, w powiecie monieckim, w gminie Jasionówka.
W latach 1975–1998 miejscowość administracyjnie należała do województwa białostockiego.
Wierni kościoła rzymskokatolickiego należą do parafii Świętej Trójcy w Jasionówce.